# Sillago schomburgkii
Sillago schomburgkii är en fiskart som beskrevs av Peters, 1864. Sillago schomburgkii ingår i släktet Sillago och familjen Sillaginidae. Inga underarter finns listade i Catalogue of Life.